# Don E. FauntLeRoy
Don Edward FauntLeRoy (* 5. Mai 1953 in Los Angeles, Kalifornien) ist ein US-amerikanischer Kameramann und Regisseur.

## Leben
FauntLeRoy begann seine Karriere als Kameramann 1972 als Kameraassistent bei Dreharbeiten zu einer Fernsehserie. Seit 1992 ist er regelmäßig als Chefkameramann tätig und war an mehr als 65 Produktionen beteiligt. Sein Regiedebüt gab FauntLeRoy 1998 mit Kids & Company: Kinder haften für ihre Eltern. Es folgten mehr als ein Dutzend Film- und Fernsehproduktionen, die er inszenierte. Dreimal hat er bislang mit Steven Seagal gedreht. Vorwiegend handelt es bei seinen Arbeiten um Action- und Horrorfilme.
Er ist seit 1985 mit der Schauspielerin Lesley-Anne Down verheiratet, mit der er ein gemeinsames Kind hat.

## Filmografie (Auswahl)

### Als Kameramann
- 1992: Hass kennt kein Erbarmen (The Price She Paid)
- 1993: Die Mutter der Braut (Mother of the Bride)
- 1994: Body Chemistry – Heißkalter Mord (Point of Seduction: Body Chemistry II)
- 1994: Flammende Leidenschaft – Das Leben der Margaret Mitchell (A Burning Passion: The Margaret Mitchell Story)
- 1994: Munchie – Der witzige Außerirdische (Munchie Strikes Back)
- 1994: Mosquito (Mosquito)
- 1995: Der Pizza-Prinz (Prince for a Day)
- 1995: Die CIA-Verschwörung (Felony)
- 1997: Liebe aus zweiter Hand (The Only Thrill)
- 1999: Der himmlische Plan (The Soul Collector)
- 1999: Kraftprobe in den Bergen (Rites of Passage)
- 2000: Das Kindermädchen (The Perfect Nanny)
- 2000: Die Liebesschule der Mrs. X (Sex & Mrs. X)
- 2001: Jeepers Creepers – Es ist angerichtet (Jeepers Creepers)
- 2002: Commando Deep Sea (Frogmen Operation Stormbringer)
- 2003: Endgültig (Aftermath)
- 2003: Jeepers Creepers 2
- 2004: Helter Skelter
- 2005: Into the Sun – Im Netz der Yakuza (Into the Sun)
- 2005: Today You Die
- 2007: Urban Justice – Blinde Rache (Urban Justice)
- 2009: Anacondas – Trail of Blood
- 2011: American Seagull
- 2011: Rosewood Lane
- 2016: Saltwater: Atomic Shark (Saltwater)
- 2017: Jeepers Creepers 3
- 2018: Stolen
- 2019: Gates of Darkness
- 2024: Altered Reality

### Als Regisseur
- 2005: Today You Die
- 2006: Mercenary for Justice
- 2007: Urban Justice – Blinde Rache (Urban Justice)
- 2008: Anaconda – Offspring
- 2009: Anacondas – Trail of Blood
- 2018: Stolen
- 2019: Gates of Darkness
- 2024: Altered Reality